# Grand Turk Island

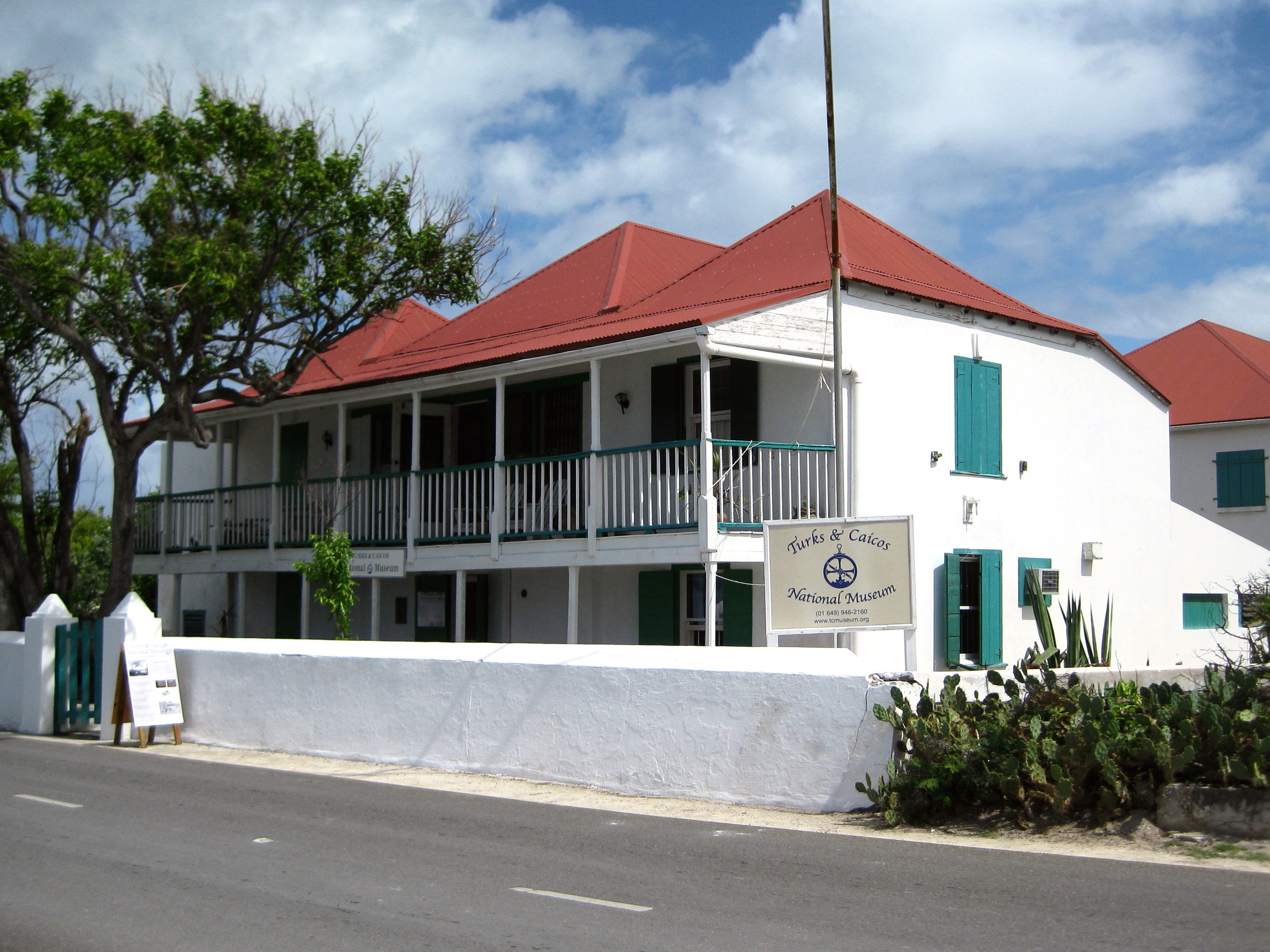
Muzeum Narodowe w Cockburn Town

Grand Turk Island (dawny polski egzonim: Wielki Turk) – główna wyspa w grupie wysp Turks w brytyjskim terytorium zależnym Turks i Caicos. Na wyspie leży miasto Cockburn Town, stolica terytorium.